# 富山県道260号安養寺砺波線
富山県道260号安養寺砺波線（とやまけんどう260ごう あんようじとなみせん）は、富山県小矢部市と同県砺波市を結ぶ一般県道（富山県道）である。

## 概要
- 起点：富山県小矢部市安養寺宮の島4116[1]（＝安養寺交差点・国道359号交点）
- 終点：富山県砺波市出町108番18[1]

## 歴史
- 1960年（昭和35年）4月23日：路線認定[1][2]。

## 接続道路
- 国道359号（小矢部市安養寺・安養寺交差点：起点）
- 富山県道273号浅地小矢部線（小矢部市浅地・薮波交差点）
- 富山県道370号富山庄川小矢部自転車道線（小矢部市浅地）
- 国道471号（小矢部市経田・経田交差点）
- 富山県道48号福光福岡線（小矢部市水島・水島交差点）
- 富山県道371号本町高木出線（小矢部市水島・水島（東）交差点）
- 富山県道20号砺波福光線（砺波市広上町）

## 通過する自治体
- 富山県
  - 小矢部市 - 砺波市

## 周辺
- 新日軽北陸 小矢部工場
- 畑醸造
- 小矢部川
- ハクサン染工 小矢部工場
- 能越自動車道 小矢部東本線料金所
- 旭醤油味噌
- 圓光寺
- 砺波労働基準監督署
- 中越パッケージ 砺波工場
- 国税庁 金沢国税局 砺波税務署
- 富山家庭裁判所 高岡支部 砺波出張所
- 砺波市立出町中学校